# Лангшон
Лангшон (в'єт. Lạng Sơn слухатиⓘ) — місто у В'єтнамі, адміністративний центр провінції Лангшон. Населення Лангшона становило 148 тисяч осіб (на 2007 рік), за оцінками 2010 року — 187 тисяч.

## Географія
Місто Лангшон розташоване у глибині території північного В'єтнаму, далеко від узбережжя Тонкінської затоки, поблизу державного кордону В'єтнаму з КНР на річці Кікунг, яка тече на північ, у Китай, і впадає у Сіцзян. Місто розташоване за 154 км від столиці В'єтнаму — Ханоя — і сполучене з ним залізницею і національним шосе А1.

### Клімат
Місто знаходиться у зоні, котра характеризується вологим субтропічним кліматом. Найтепліший місяць — червень із середньою температурою 27.2 °C (81 °F). Найхолодніший місяць — січень, із середньою температурою 13.9 °С (57 °F).
| Клімат Лангшона         | Клімат Лангшона | Клімат Лангшона | Клімат Лангшона | Клімат Лангшона | Клімат Лангшона | Клімат Лангшона | Клімат Лангшона | Клімат Лангшона | Клімат Лангшона | Клімат Лангшона | Клімат Лангшона | Клімат Лангшона | Клімат Лангшона |
| Показник                | Січ.            | Лют.            | Бер.            | Квіт.           | Трав.           | Черв.           | Лип.            | Серп.           | Вер.            | Жовт.           | Лист.           | Груд.           | Рік             |
| Абсолютний максимум, °C | 31              | 36              | 36              | 38              | 40              | 36              | 37              | 37              | 36              | 34              | 32              | 31              | 40              |
| Середній максимум, °C   | 17              | 18              | 21              | 26              | 30              | 31              | 31              | 31              | 30              | 27              | 23              | 20              | 26              |
| Середня температура, °C | 13              | 14              | 17              | 22              | 26              | 27              | 27              | 27              | 25              | 22              | 18              | 15              | 21              |
| Середній мінімум, °C    | 10              | 11              | 14              | 18              | 22              | 23              | 23              | 23              | 21              | 18              | 14              | 11              | 17              |
| Абсолютний мінімум, °C  | −1              | 0               | 5               | 6               | 11              | 16              | 19              | 18              | 13              | 7               | 2               | 0               | −1              |
| Норма опадів, мм        | 20              | 50              | 50              | 80              | 160             | 190             | 270             | 270             | 150             | 80              | 30              | 20              | 1410            |
| Днів з дощем            | 1               | 3               | 3               | 5               | 5               | 12              | 15              | 14              | 9               | 6               | 4               | 2               | 84              |
| Вологість повітря, %    | 73              | 79              | 82              | 82              | 79              | 81              | 83              | 85              | 85              | 81              | 82              | 79              | 81              |
| ----------------------- | --------------- | --------------- | --------------- | --------------- | --------------- | --------------- | --------------- | --------------- | --------------- | --------------- | --------------- | --------------- | --------------- |
| Джерело: Weatherbase    |                 |                 |                 |                 |                 |                 |                 |                 |                 |                 |                 |                 |                 |

## Історія

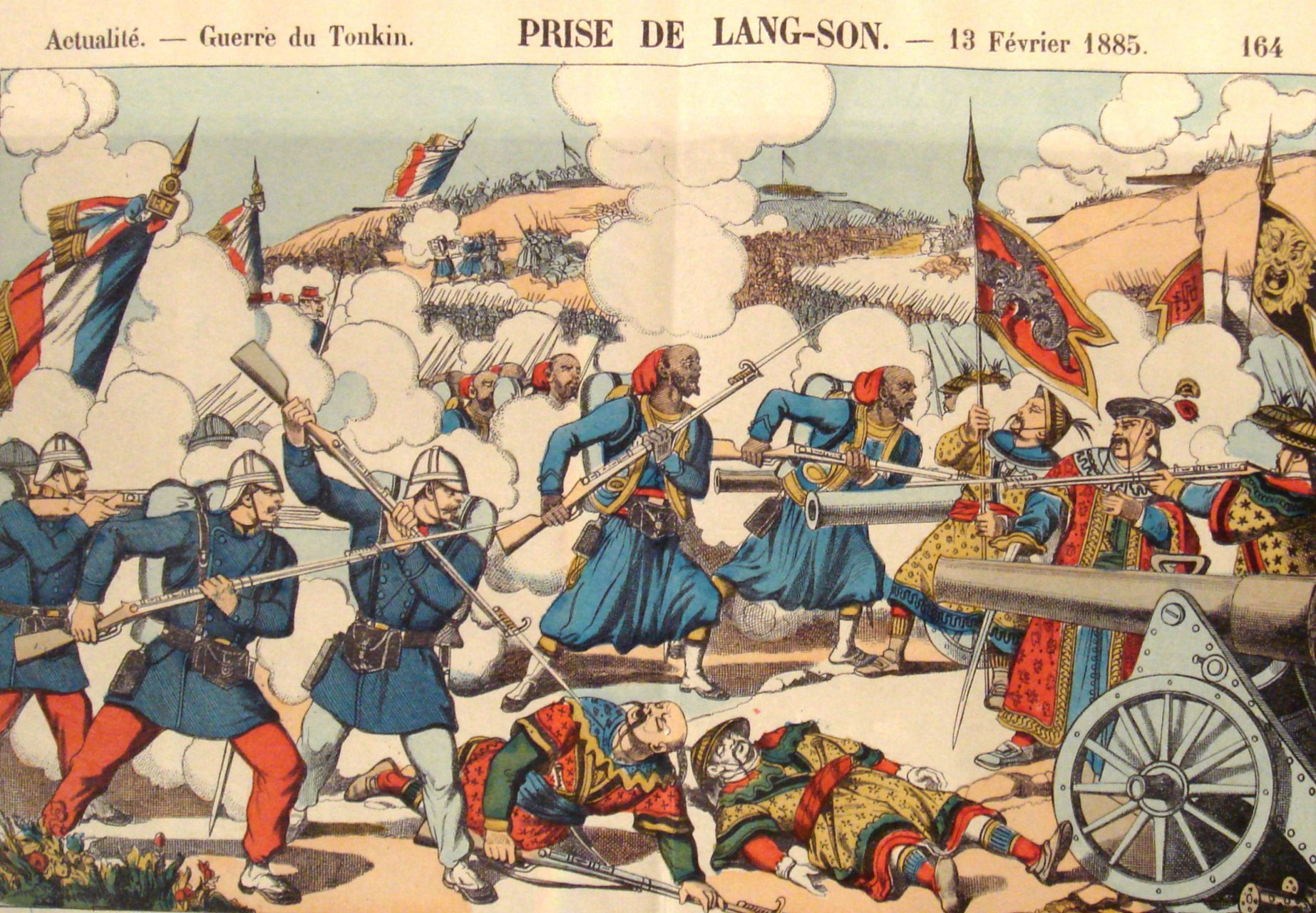
Захоплення Лангшона французами у 1885 році

Існування міста Лангшон відомо з часів глибокої давнини. Коли китайський імператор Цінь Ши Хуан-ді, основоположник династії Цінь, у 214 році до н. е. відправив у північний В'єтнам 200-тисячну армію під командуванням полководця Жень Сяо, Лангшон стає найпівденнішим містом імперії Цин.
Місто і фортеця Лангшон протягом століть були для В'єтнаму воротами у Китай; за ці роки він неодноразово піддавався навалам та облогам — лише за час колоніальних воєн XIX століття французькі війська тричі осаджували Лангшон. Під час франко-китайської війни Лангшон був зайнятий китайськими військами, проте потім, після двотижневих боїв, був у лютого 1885 року захоплений французами. Однак незабаром, після поразки у битві при Банг-бо, французи були змушені поспішно тікати з Лангшон. Ці події призвели до відставки у Франції міністра Жуля Феррі.
Під час Другої світової війни, після вторгнення японських військ у Французький Індокитай, 22 вересня 1940 року за Лангшон розгорілося битва між французькими частинами і 5-м японським дивізіоном, у результаті французи змушені були залишити місто. У 1945 році, після закінчення Другої світової війни, Франція повернула собі місто, що стало одним з опорних пунктів французів на кордоні з Китаєм. У 1950 році Лангшон був захоплений силами північнов'єтнамських повстанців, які здійснювали атаку на прикордонні форти французької колоніальної армії. Це була перша велика перемога в'єтнамських партизан у визвольній і багаторічній війни в Індокитаї.
У 1979 році навколо Лангшон розгорнулися інтенсивні бої війни з КНР.